# دانشگاه دفاع ملی پاکستان
دانشگاه دفاع ملی پاکستان (انگلیسی: National Defence University) دانشگاه نظامی نیروهای مسلح پاکستان است که بر آموزش و تربیت نظامی نیروهای مسلح، از جمله نیروهای نظامی پاکستان و دویست شرکت‌کننده خارجی، تمرکز دارد. این دانشگاه در ۲۸ مه ۱۹۷۰ در راولپندی تأسیس شد و هم‌اکنون اصول آکادمیک آن بر دستورالعمل‌های فرماندهی، امنیت ملی، استراتژی نظامی و مطالعات جنگ در میان سایر رشته‌های دانشگاهی مشخص متمرکز است. این دانشگاه یکی از قدیمی‌ترین مؤسسات آموزش و تربیت نظامی در پاکستان است که ثبت‌نام‌های اضافی آن برای کارمندان دولت در نظر گرفته شده است.
سرلشکر عبدالحمید خان، به‌عنوان اولین فرمانده این دانشگاه فعالیت می‌کرد و هم‌اکنون توسط یک افسر سه ستاره (سپهبد یا دریاسالار) فرماندهی می‌شود. تقریباً ۴۴ سال پس از تأسیس آن تحت عنوان دوره جنگ مسلحانه، پس از به رسمیت شناخته شدن توسط کمیسیون آموزش عالی پاکستان در ۵ فوریه ۲۰۰۷، به آن عنوان دانشگاه اعطا شد و دوره جنگ مسلحانه سابق (که بعداً به عنوان دوره نیروهای جنگ مسلحانه نامگذاری شد) به یکی از بخش‌های دانشگاه دفاع ملی پاکستان تبدیل شد.